# Horácký zimní stadion Jihlava
CZ LOKO Aréna (dříve Horácký zimní stadion) byl sportovní stadion v Jihlavě, kde odehrávala svoje domácí hokejové zápasy HC Dukla Jihlava. Kapacita stadionu činila 7 200 diváků. Stadion byl slavnostně otevřen 31. prosince 1955. Od roku 1990 byl zimní stadion ve vlastnictví největšího sportovní klubu na území Jihlavy, a to Sportovního klubu Jihlava. Společně s Duklou zde odehrával od roku 1956 své domácí zápasy i jejich oddíl ledního hokeje. Špatná finanční situace klubu ovšem vyústila prvně v zánik jejich oddílu (sloučen s Duklou). V roce 2005 byl po dlouhých letech sportovní klub donucen prodat zimní stadion městskému zastupitelstvu.
Dne 11. 11. v 11:11 roku 2011 bylo formálně předáno staveniště firmám podílejícím se na rekonstrukci a dostavbě nové části stadionu. V roce 2013 byla stavba dokončena. a otevřena veřejnosti.
Na podzim 2019 dostali jihlavští zastupitelé nabídku financování přestavby Horáckého zimního stadionu na multifunkční arénu s provozováním luxusního casina. Od prosince 2019 nesl Horácký zimní stadion název CZ LOKO aréna

Dne 10. června 2020 byl představen návrh nové multifunkční arény, která vyroste na místě stávajícího zimního stadionu. Stavba nové Horácké arény byla slavnostně zahájena 28. 7. 2023.